# Battaglia di Octoduro
La battaglia di Ottoduro avvenne nell'inverno fra il 57 ed il 56 a.C., nella città gallica di Octodurus (l'odierna Martigny, Svizzera) e fu il risultato del tentativo romano di aprire un passo ai Romani attraverso il Colle del Gran San Bernardo. Sebbene la vittoria fosse stata dei Romani, la ferocia del combattimento, portò i Romani a ritornare indietro oltre le Alpi.

## Antefatti
Quando Giulio Cesare era in Gallia (57-56 a.C.), mandò Servio Galba con la Legio XII e parte della cavalleria nel territorio dei Nantuati, dei Veragri e dei Seduni per aprire ai Romani un passo accessibile attraverso il Colle del gran San Bernardo. I mercanti Romani erano capaci di attraversare il passo, ma talvolta venivano attaccati ed erano costretti a pagare pedaggi alle tribù galliche. Galba, dopo aver conquistato alcune piazzeforti ed aver ottenuto la sottomissione del popolo, inviò due coorti nel territorio dei Nantuati e svernò con le rimanenti nella città di Octoduro. La città è situata in una stretta valle, circondata da montagne e divisa dal fiume Drance. Galba concesse parte della città ai Galli affinché vi trascorressero l'inverno, dando l'altra alle proprie truppe. Fortificò la parte romana della città con un fossato ed un terrapieno. Comunque, qualche giorno dopo essere entrati nell'accampamento, i Galli attaccarono le fortificazioni. Cesare diede varie ragioni per questo attacco, fra le quali il pensiero che i Romani non si sarebbero limitati ad aprire il passo, dalla rabbia per il fatto che alcuni giovanissimi erano tenuti in ostaggio, e dall'opinione che una sola legione romana sotto sforzo fosse vulnerabile.

## Battaglia
Qualche giorno dopo essere entrati nei quartieri invernali, i Romani si svegliarono per trovare la metà gallica della città abbandonata, e le pendici sopra la città gremite di Seduni e Veragri. Le fortificazioni romane non erano ancora completate ed avevano poche risorse alimentari. I Romani si difesero nell'accampamento per sei ore; quindi, disperando di poter tenere fuori i nemici, decisero di sortire. L'attacco romano ebbe successo, e Cesare annota che un terzo dei nemici fu ucciso. Secondo William Smith l'armata Gallica sarebbe dovuta essere di numero molto inferiore a quello menzionato da Cesare, e potrebbe essere esagerata la grandezza dei danni inflitti dai Romani a questa. Comunque, se i Galli terminarono la battaglia con qualcosa di simile ad una fuga, potrebbero aver ricevuto perdite tanto elevate quanto quelle descritte da Cesare.

## Conseguenze
Nonostante la vittoria, Galba non si sentì abbastanza forte per rimanere ad Octoduro. Era a corto di vettovagliamenti ed era preoccupato per il foraggiamento sulle Alpi durante l'inverno. Probabilmente temeva pure degli attacchi improvvisi dai gruppi dispersi di Galli che aveva fatto ritirare nelle montagne. Dopo aver bruciato il villaggio, Galba marciò via dalle Alpi e trascorse il resto dell'inverno nelle terre degli Allobrogi.